# Jan Prousek

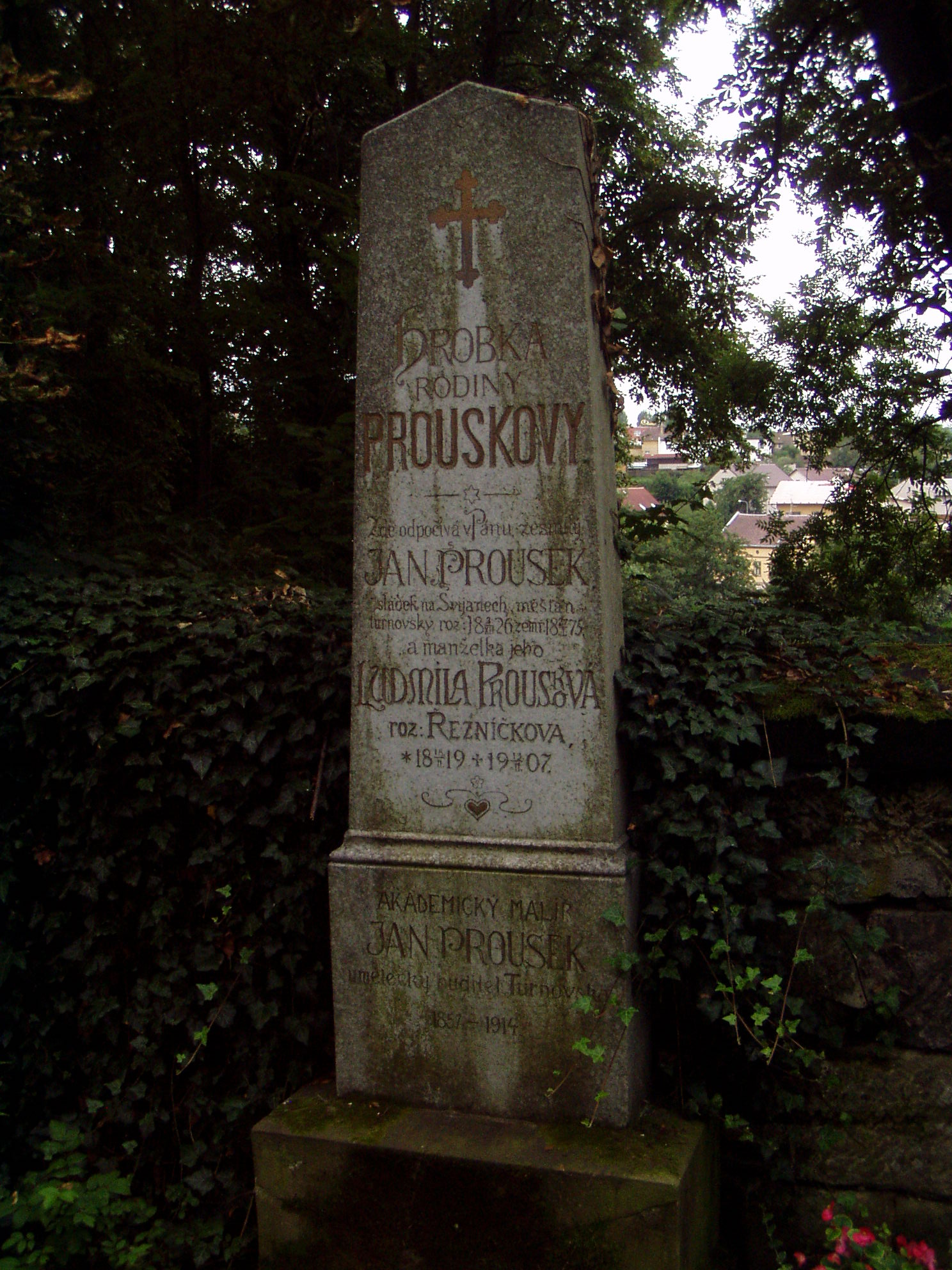
Hrob malíře Jana Prouska na turnovském hřbitově

Jan Prousek, křtěný Jan Josef (12. února 1857 Svijany – 2. července 1914 Turnov) byl český malíř, ilustrátor a etnograf.

## Život
Narodil se sládkovi svijanského pivovaru Janu Prouskovi, studoval na malířských akademiích v Praze, Mnichově, Vídni a Karlsruhe. Poměrně záhy se ve svém výtvarném vyjadřování začal věnovat ilustraci venkovské architektury a dále sbírání materiálů k životu české vesnice (zejména Pojizeří). Zároveň ilustroval dobová velká díla (Sedláčkovy Hrady, zámky a tvrze) a ilustrované časopisy. Věnoval se i společenskému život v Turnově (vlastnil dům U Českého granátu na náměstí, kde se stýkal i s řadou osobností), podílel se na vzniku Muzea Českého ráje. Zemřel v Turnově v roce 1914 na počátku měsíce července na tuberkulózu.

## Dílo
- Dřevěné stavby starobyle roubené a lidový nábytek v severo-východních Čechách. V Praze: Lex, 1895.

## Galerie

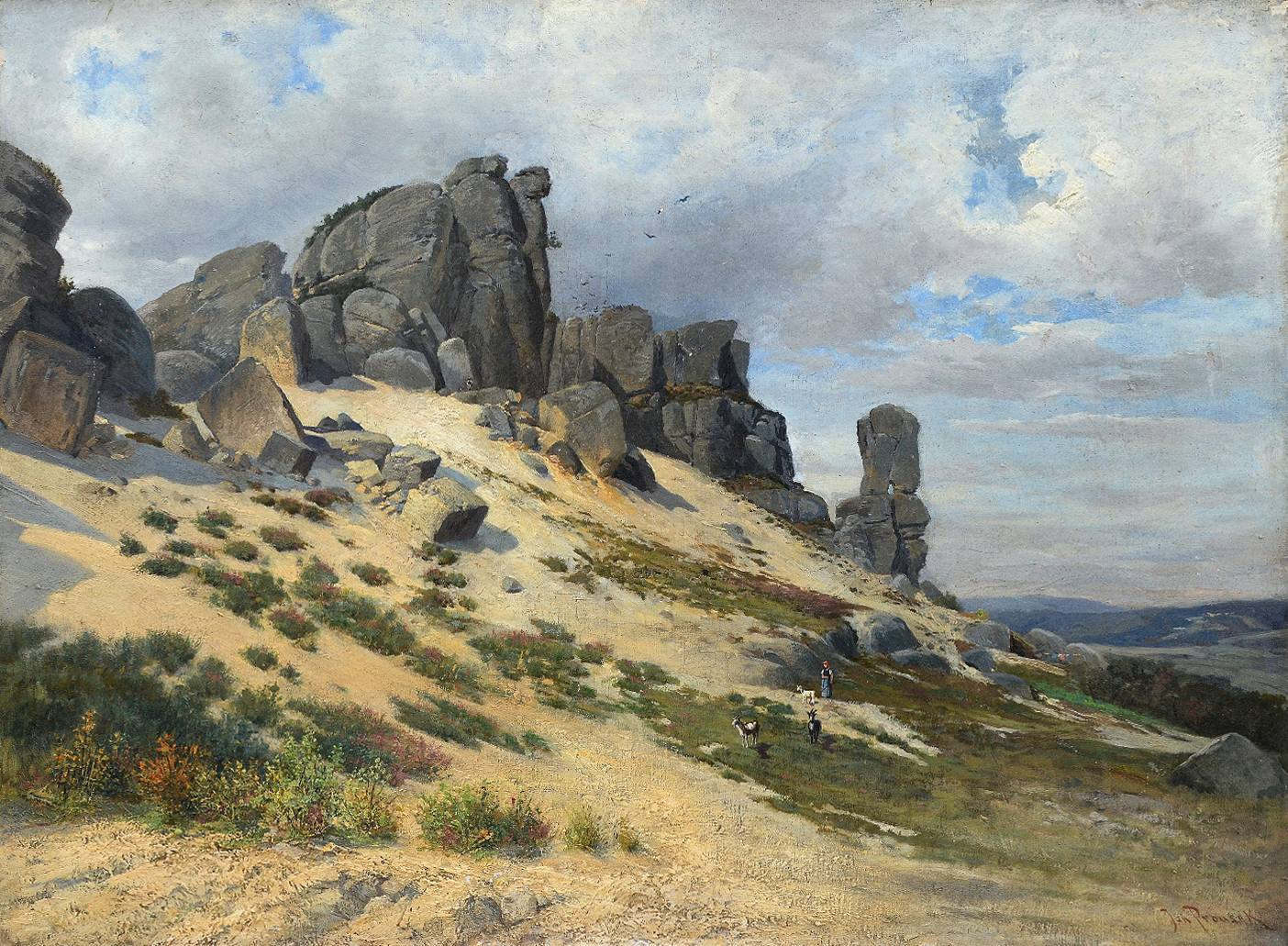
Skalina
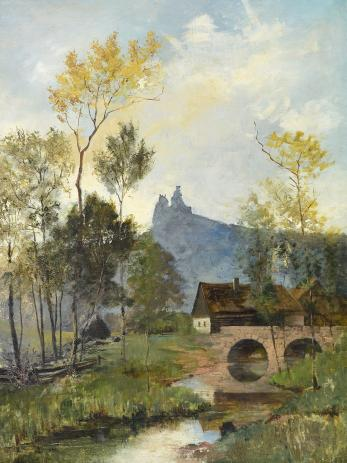
Trosky od Ktové (po roce 1886)
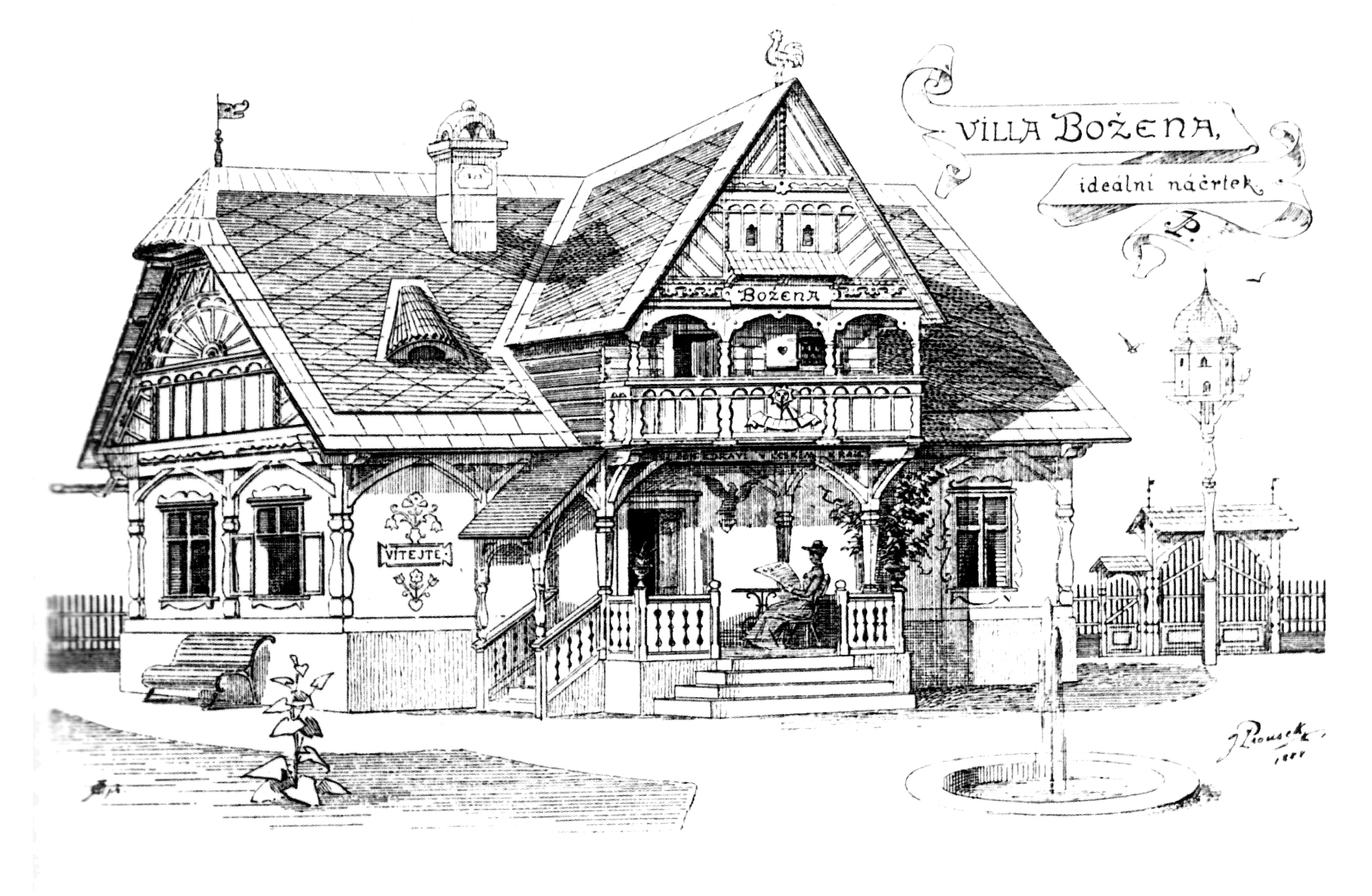
Budova českého slohu (1889)
Háj, kresba tužkou na papíře
Horské stavení z Podještědí, kombinovaná technika na papíře